# Kurt Rühl
Kurt Rühl (* 1. Januar 1948) ist ein deutscher ehemaliger Fußballspieler. Von 1967 bis 1980 bestritt er in Jena, Meiningen und Hermsdorf  Zweitligafußball.

## Sportliche Laufbahn
Zur Saison 1967/68 konnten sich im DDR-Fußball erstmals die 2. Mannschaften der Oberligavertreter, die Bezirksmeister geworden waren, für die zweitklassige DDR-Liga qualifizieren. U. a. schaffte es die Mannschaft des FC Carl Zeiss Jena. Zum Saisonstart wurde dort der 20-jährige Kurt Rühl in den Kader aufgenommen. Er bestritt in der über 30 Spieltage laufenden Saison sein erstes Ligaspiel am 8. Spieltag und absolvierte bis zum Saisonende 16 Punktspiele. Er wurde hauptsächlich als Mittelfeldspieler eingesetzt und erzielte am 12. Spieltag sein erstes DDR-Liga-Tor. 
Im Zuge seiner Wehrpflicht spielte Rühl in den Jahren 1968 und 1969 bei der Armeesportgemeinschaft ASG Vorwärts Meiningen weiterhin in der DDR-Liga. Während er in der Saison 1968/69 nur sporadisch in vier Punktspielen eingesetzt wurde, spielte er in der Hinrunde 1969/70 zunächst fünfmal als Mittelstürmer, danach kam er noch dreimal im Mittelfeld zum Einsatz. 
Nach Beendigung seiner Wehrpflicht schloss sich Kurt Rühl dem DDR-Ligisten BSG Motor Hermsdorf an. Dort verbrachte er ab 1970 zwölf Spielzeiten, darunter waren wegen Abstiegs zwei in der drittklassigen Bezirksliga. Von 1974 bis 1979 war er bei der BSG Motor Stammspieler und spielte abwechseln im Sturm und im Mittelfeld. Seine letzte DDR-Liga-Saison absolvierte Rühl 1979/80. In der Hinrunde war er einmal Einwechselspieler und kam danach noch dreimal als Mittelstürmer zum Einsatz. Damit war er für Motor Hermsdorf auf 143 Ligaspiele und 25 Tore gekommen. 
Auch nach seinem Ende als Leistungssportler blieb Kurt Rühl der BSG Motor und deren Nachfolger SV Hermsdorf weiter verbunden. Noch 2017 wirkte er in einem Spiel der Hermsdorfer Ü60-Mannschaft mit. 